# Liste der finnischen Abgeordneten zum EU-Parlament (2004–2009)
Die Liste der finnischen Abgeordneten zum EU-Parlament (2004–2009) listet alle finnischen Mitglieder des 6. Europäischen Parlaments nach der Europawahl in Finnland 2004.

## Mandatsstärke der Parteien
- GUE/NGL: 1
- SPE: 3
- G/EFA: 1
- ALDE: 5
- EVP-ED: 4

| Nationale Partei                          | Mandate | Fraktion                                                                                      |
| ----------------------------------------- | ------- | --------------------------------------------------------------------------------------------- |
| Suomen Keskusta (Kesk)                    | 4       | Fraktion der Allianz der Liberalen und Demokraten für Europa (ALDE)                           |
| Ruotsalainen kansanpuolue (RKP)           | 1       | Fraktion der Allianz der Liberalen und Demokraten für Europa (ALDE)                           |
| Kansallinen Kokoomus (Kok)                | 4       | Fraktion der Europäischen Volkspartei und europäischer Demokraten (EVP-ED)                    |
| Suomen Sosialidemokraattinen Puolue (SDP) | 3       | Sozialdemokratische Fraktion im Europäischen Parlament (SPE)                                  |
| Vihreä liitto (Vihr)                      | 1       | Die Grünen/Europäische Freie Allianz (G/EFA)                                                  |
| Vasemmistoliitto (Vas)                    | 1       | Konföderale Fraktion der Vereinten Europäischen Linken/ 000Nordischen Grünen Linken (GUE/NGL) |
| Gesamt                                    | 14      |                                                                                               |

## Abgeordnete
| Bild | Name                | von            | bis            | Partei | Fraktion | Anmerkungen                    |
| ---- | ------------------- | -------------- | -------------- | ------ | -------- | ------------------------------ |
|      | Satu Hassi          | 20. Juli 2004  | 13. Juli 2009  | Vihr   | G/EFA    |                                |
|      | Ville Itälä         | 20. Juli 2004  | 13. Juli 2009  | Kok    | EVP-ED   |                                |
|      | Anneli Jäätteenmäki | 20. Juli 2004  | 13. Juli 2009  | Kesk   | ALDE     |                                |
|      | Piia-Noora Kauppi   | 20. Juli 2004  | 13. Juli 2009  | Kok    | EVP-ED   |                                |
|      | Eija-Riitta Korhola | 20. Juli 2004  | 13. Juli 2009  | Kok    | EVP-ED   |                                |
|      | Henrik Lax          | 20. Juli 2004  | 13. Juli 2009  | RKP    | ALDE     |                                |
|      | Lasse Lehtinen      | 20. Juli 2004  | 13. Juli 2009  | SDP    | SPE      |                                |
|      | Riitta Myller       | 20. Juli 2004  | 13. Juli 2009  | SDP    | SPE      |                                |
|      | Reino Paasilinna    | 20. Juli 2004  | 13. Juli 2009  | SDP    | SPE      |                                |
|      | Samuli Pohjamo      | 23. April 2007 | 13. Juli 2009  | Kesk   | ALDE     | Nachgerückt für Paavo Väyrynen |
|      | Esko Seppänen       | 20. Juli 2004  | 13. Juli 2009  | VAS    | GUE/NGL  |                                |
|      | Alexander Stubb     | 20. Juli 2004  | 13. Juli 2009  | Kok    | EVP-ED   |                                |
|      | Hannu Takkula       | 20. Juli 2004  | 13. Juli 2009  | Kesk   | ALDE     |                                |
|      | Paavo Väyrynen      | 20. Juli 2004  | 18. April 2007 | Kesk   | ALDE     | Nachrücker: Samuli Pohjamo     |
|      | Kyösti Virrankoski  | 20. Juli 2004  | 13. Juli 2009  | Kesk   | ALDE     |                                |